# Leopoldo Capurso
Leopoldo Capurso (Bisceglie, 5 marzo 1956) è un allenatore di calcio a 5 italiano.

## Carriera

### Allenatore
Allena il Bisceglie dalla sua fondazione (1994) al suo scioglimento (2012). Con i pugliesi compie una scalata nel futsal italiano dalla Serie C alla Serie A dove, nel 2010, arriva a un passo dal disputare la finale scudetto (sconfitta in gara 3 della semifinale contro la Marca). Nella stagione 2003-2004 vince la Coppa Italia di Serie B.
A seguito dello scioglimento della squadra allenata per 18 anni, nel 2012 si trasferisce al Kaos; qui, nella stagione 2014-2015, battendo le favorite Asti e Luparense, raggiunge un'inaspettata finale scudetto, persa a gara 4 contro Pescara. Il 3 dicembre 2015 è esonerato dalla società ferrarese dopo 3 stagioni e mezzo e sostituito dal vice Velimir Andrejić.
Dopo poco più di un anno di inattività, il 17 gennaio 2017 è chiamato sulla panchina del Policoro in sostituzione dell'esonerato David Ceppi, la squadra lucana si qualifica ai playoff per la massima serie, dove viene eliminata dalla Feldi Eboli.
Nell'estate 2017 fa ritorno nella propria città natale, diventando il nuovo allenatore del Futsal Bisceglie 1990.

## Palmarès
- Campionato di Serie B: 1
  - Bisceglie: 2004-05 (girone D)
- Coppa Italia di Serie B: 1
  - Bisceglie: 2003-04